# Luis Rivera (baseball)
Luis Antonio Pedraza Rivera (né le 3 janvier 1964 à Cidra, Porto Rico) est un ancien joueur d'arrêt-court au baseball ayant joué dans les Ligues majeures de 1986 à 1998. Il est actuellement entraîneur chez les Blue Jays de Toronto.
Un autre joueur nommé Luis Rivera, lanceur mexicain, a joué quelques parties dans les Ligues majeures en 2000.

## Carrière
Luis Rivera signe comme agent libre avec les Expos de Montréal en 1981 et fait ses débuts avec l'équipe le 3 août 1986. Utilisé sporadiquement au cours des deux premières années, il obtient une chance comme joueur régulier au poste d'arrêt-court en 1988 mais ne réussit guère à s'imposer au bâton. Après la saison, il est impliqué dans une transaction à quatre joueurs avec les Red Sox de Boston qui permet aux Expos d'acquérir un nouvel arrêt-court, Spike Owen.
Rivera évolue cinq saisons pour Boston. Sa production offensive montre 45 et 40 points produits lors des campagnes 1990 et 1991. 
En 1994, il s'aligne avec les Mets de New York, jouant 32 parties. Après un long parcours dans les ligues mineures, années durant lesquelles il paraphe des contrats avec les Cardinals, les Rangers et, une nouvelle fois, les Mets, Rivera effectue un bref retour dans les grandes ligues avec les Astros de Houston en 1997 et les Royals de Kansas City en 1998. Il prend sa retraite après un passage dans l'organisation des Angels d'Anaheim en 1999.
En 781 parties dans les majeures, réparties sur 11 saisons, Luis Rivera a frappé dans une moyenne de ,233 avec 516 coups sûrs, 28 coups de circuit et 209 points produits.

## Après-carrière
Rivera a passé dix années dans l'organisation des Indians de Cleveland. De 2000 à 2005, il fut manager et instructeur d'équipes des ligues mineures. De 2006 à 2009, il fut l'instructeur au premier but des Indians dans la Ligue américaine. 
En 2011, Rivera se joint au personnel d'entraîneurs des Blue Jays de Toronto comme assistant à John Farrell. Depuis 2013, il est l'instructeur au troisième but.